# Lễ hội Bia Séc

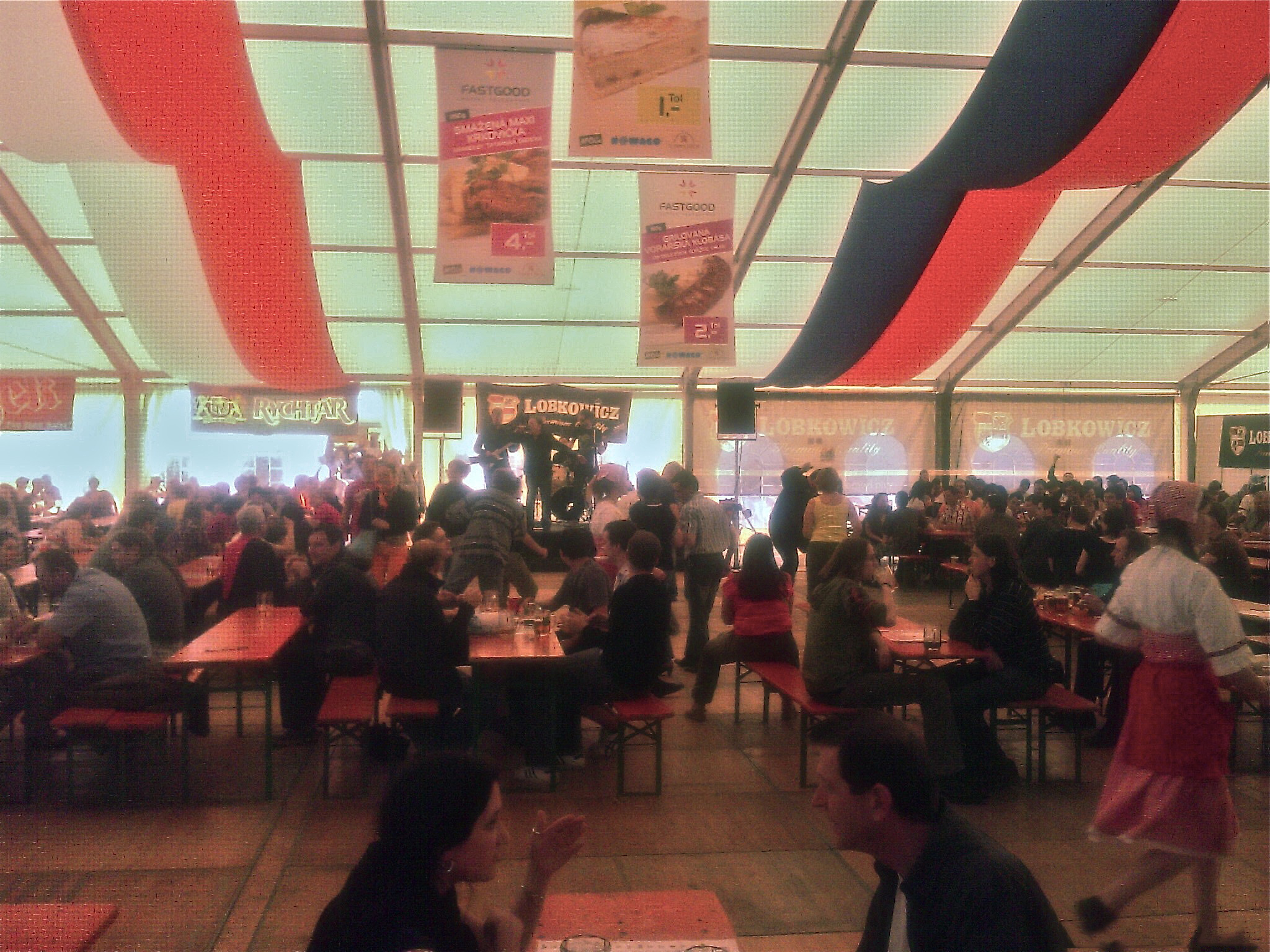
Lễ hội bia Cộng hòa Séc 2010

Lễ hội bia Séc (tiếng Séc: Český pivní festival) là lễ hội bia lớn nhất ở Cộng hòa Séc. Lễ hội diễn ra trong vòng 17 ngày (vào tháng 5 hàng năm) tại Thủ đô Praha. Sự kiện trưng bày khoảng 120 loại bia khác nhau, bao gồm 70 thương hiệu bia của Séc và khoảng 50 hãng bia nước ngoài khác (đặc biệt là những thương hiệu nổi tiếng đến từ Hoa Kỳ và Vương quốc Anh). Địa điểm diễn ra lễ hội có sức chứa lên đến 10.000 chỗ ngồi và đội ngũ nhân viên phục vụ gồm hơn 200 cô gái và chàng trai mặc trang phục truyền thống của Cộng hòa Séc.
Tờ báo Anh nổi tiếng The Financial Times đưa lễ hội này vào danh sách 40 sự kiện toàn cầu nên tham gia trong năm 2012. Trước đây, du khách sử dụng một loại tiền đặc biệt Tolar, để thanh toán cho bia và đồ ăn tại lễ hội. Nhưng hiện tại, nhờ những bước tiến về công nghệ, một thẻ từ được sử dụng thay thế cho phép du khách có thể nạp bất kỳ lượng tiền mặt nào.
Lễ hội bia ở Cộng hòa Séc đã gây được tiếng vang trên toàn Thế giới, do đó một số Quốc gia quyết định tổ chức những phiên bản thu nhỏ của lễ hội này ngay đất nước của họ. Phiên bản đầu tiên được tổ chức vào tháng 9 năm 2010 tại Thành Phố Frankfurt, Đức, năm tiếp theo đã lan rộng đến Thủ đô Berlin, Đức và Thủ đô Moskva, Liên Bang Nga. Phiên bản lớn nhất diễn ra ở Moskva trong công viên VDNKh (Vystavka dostizheniy narodnogo khozyaystva), với sức chứa lên đến 10.000 chỗ ngồi. Năm 2013, những phiên bản thu nhỏ của lễ hội này lần đầu tiên ra mắt tại Thành phố Chicago và Thành phố New York.
Tuy nhiên, vào năm 2019, lễ hội đã chính thức bị hủy bỏ do những bất đồng với chính quyền địa phương ở quận 7 của Praha, và cả với ban lãnh đạo của thành phố. Tất cả người dân Séc nói riêng và người dân trên Thế giới nói chung đều mong chờ sự trở lại của lễ hội bia này.